# McDonnell Douglas F-15 Eagle
McDonnell Douglas F-15 Eagle – amerykański ciężki myśliwiec przewagi powietrznej, przeznaczony do działań w każdych warunkach atmosferycznych.

## Historia rozwoju
U podstaw opracowania F-15 legły prace majora USAF-u Johna Boyda i matematyka Thomasa Christie (zasada zachowania energii z punktu widzenia walki powietrznej), doświadczenia z walk powietrznych w Wietnamie oraz pojawienie się nowych radzieckich konstrukcji MiG-23 i MiG-25, zademonstrowanych publicznie w 1967 r. Wstępne warunki, jakie miał spełniać myśliwiec projektu FX (Fighter eXperimental – myśliwiec doświadczalny), sformułowano i rozesłano do 13 firm lotniczych w grudniu 1965 roku. Były one jak na owe czasy bardzo wysokie, co wynikało z błędnej analizy możliwości samolotu MiG-25. Zachodni analitycy spodziewali się, iż za sprawą gigantycznych silników i dużej powierzchni skrzydeł MiG-25 jest samolotem bardzo zwrotnym za sprawą wysokiego stosunku ciągu do masy i małego obciążenia skrzydeł. Dopiero lata później okazało się, iż MiG-25 był samolotem przechwytującym o ograniczonej zwrotności. Program nabrał przyspieszenia w 1968 roku, po zaprezentowaniu nowych myśliwców radzieckich. Wymagania te to m.in. masa startowa nieprzekraczająca 20 ton, prędkość maksymalna 2.3-2.5 Macha, stosunek ciągu do ciężaru 0.95. 23 grudnia 1969 roku do realizacji został wybrany projekt firmy McDonnell Aircraft Company.
Pierwszy lot prototypu odbył się 27 lipca 1972 roku, zaś 7 lipca 1973 roku oblatany został dwumiejscowy, szkolno-bojowy TF-15A. Produkcję seryjną rozpoczęto 1 marca 1973 roku, zaś pierwsze seryjne egzemplarze przekazano do jednostek 4 listopada 1974. Była to pierwsza wersja F-15A/B (oznaczenie F-15B zastąpiło używane wcześniej TF-15A). Projektantom F-15 przyświecało zupełnie odmienne podejście, niż projektantom jego następcy F-22. F-15 został zaprojektowany tak, aby łączył w sobie wysokie osiągi z możliwie niskimi kosztami produkcji. W samolocie zastosowano między innymi łatwiejsze w produkcji skrzydło o zmiennym nachyleniu przekroju podłużnego, które charakteryzowało się nieco gorszymi osiągami, niż skrzydło z klapami na krawędzi natarcia, ale było tańsze w produkcji. Samolot okazał się niezwykle udany i był ogromnym zaskoczeniem dla konstruktorów radzieckich. Paweł Suchoj wątpił, czy uda się ZSRR stworzyć samolot o porównywalnych osiągach. Pierwszy prototyp radzieckiego T-10 ustępował mu na tyle, że zaniechano jego produkcji i gruntownie przebudowano, tworząc dzisiejszy Su-27. Mimo to samolot miał również słabe strony. Największą był bardzo mały zasięg, co wymusiło na konstruktorach dodanie dodatkowych konforemnych zbiorników, które jednak pogarszają osiągi samolotu, zwiększając jego masę oraz powierzchnię poprzeczną samolotu, co zwiększa stawiany przezeń opór. Dostawy nowszej wersji F-15C rozpoczęły się w 1979 roku. Jej prototyp został oblatany 26 lutego 1979 roku. Modyfikacje obejmowały m.in. zwiększenie o 907 kg pojemności zbiorników wewnętrznych i modernizację instalacji paliwowej tak, by możliwe było zabieranie większej liczby podwieszanych zbiorników paliwa. Wersję tę poddano od grudnia 1984 roku modernizacji MSIP II (Multi Stage Improvement Program), obejmującej instalowanie w nowo wyprodukowanych egzemplarzach nowej awioniki (m.in. radaru Hughes APG-70 w miejsce radaru APG-63, nowego urządzenia ostrzegawczego ALR-56C i zakłócającego ALQ-135 oraz wyrzutni celów pozornych ALE-45). Równolegle dostarczano F-15D, które – podobnie jak F-15B – były maszynami dwumiejscowymi. W drugiej połowie lat 80. opracowano dwumiejscową uderzeniową wersję samolotu – F-15E.
Łącznie wyprodukowano ok. 1300 samolotów wszystkich wersji. Sprzedaż samolotu kontynuowana jest na eksport, np. ostatnio Korea Południowa zamówiła 40 samolotów. Wcześniej w posiadanie tych samolotów weszły Izrael, Arabia Saudyjska i Japonia. Projektowano także wersję rozpoznawczą RF-15 i pokładową F-15N. W 2015 roku Boeing zaprezentował zaś koncepcję głębokiej modernizacji oznaczoną 2040C, mającą umożliwić F-15 pozostanie w służbie liniowej właśnie do roku 2040.
F-15 udowodnił skuteczność bojową w starciach na Bliskim Wschodzie, m.in. z samolotami syryjskimi nad doliną Bekaa w 1982 r. oraz w pojedynczych walkach powietrznych pomiędzy maszynami izraelskimi a syryjskimi MiG-ami. Izraelczycy na F-15 zestrzelili większość z 48 samolotów syryjskich. W 1981 roku izraelskie F-15 stanowiły eskortę rajdu na iracki reaktor Osirak pod Bagdadem. W 1991 roku amerykańskie i saudyjskie F-15A i C zestrzeliły 34 irackie samoloty i 3 śmigłowce, zaś F-15E były używane do atakowania celów naziemnych, głównie na głębokim zapleczu. W tym czasie za sprawą zestrzelenia kilku MiG-ów-25 został nazwany przez pilotów „Foxbat killer”. Do dziś piloci latający na F-15 zestrzelili 104 samoloty i śmigłowce wroga.

## Awionika
W skład wyposażenia elektronicznego wchodzą m.in.:
- pokładowa stacja radiolokacyjna AN/APG-63 (od 1984 r. na kilkudziesięciu samolotach instalowano Hughes AN/APG-70 z F-15E),
- transponder IFF,
- system identyfikacji celu IFF,
- bezwładnościowy system nawigacyjny Litton ASN-109,
- radiowy system nawigacyjny TACAN Collins ARN-118,
- system do lądowania w oparciu o wskazania instrumentów pokładowych ILS,
- nadajnik UHF,
- urządzenie do szyfrowania łączności,
- systemy ostrzegawcze Loral ALR-56C i Magnavox ALQ-128,
- system przeciwdziałania elektronicznego ALQ-135 (wersje C i E).
- zasobniki systemu LANTIRN (Low Altitude Navigation and Targeting for Night) przenoszone w wersji E

## Uzbrojenie
- Szybkostrzelne wielolufowe działko M61A1/A2 Vulcan 20 mm (wszystkie wersje);
- podwieszane kierowane pociski rakietowe powietrze-powietrze:
  - AIM-9 Sidewinder,
  - AIM-7 Sparrow,
  - AIM-120 AMRAAM.

Typowym uzbrojeniem wersji myśliwskich A i C był zestaw 4 X AIM-7 i 4 X AIM-9, możliwym do zastosowania również w wersji E. Pociski AIM-7 zostały w latach 90. XX w. zastąpione nowocześniejszymi AIM-120. Możliwy jest wariant uzbrojenia powietrze-powietrze 8 X AIM-120 (A i C) lub 6 X AIM-120 (E)
- podwieszane uzbrojenie powietrze-ziemia (wersja E):
  - pociski rakietowe:
    - AGM-65 Maverick,
    - AGM-130,

  - bomby:
    - naprowadzane laserowo – GBU-10 i GBU-12,
    - naprowadzane telewizyjnie – GBU-15,
    - naprowadzane z użyciem GPS – JDAM,
    - kasetowe: Mk-20 Rockeye, CBU-87, CBU-89, CBU-97,
    - swobodnie spadające: Mk83, Mk84.

W wersjach A i C uzbrojenia powietrze-ziemia nie stosowano.

## Użytkownicy
F-15 Eagle
     F-15E Strike Eagle
     F-15 Eagle i F-15 Strike Eagle
Sekcja zawiera użytkowników:

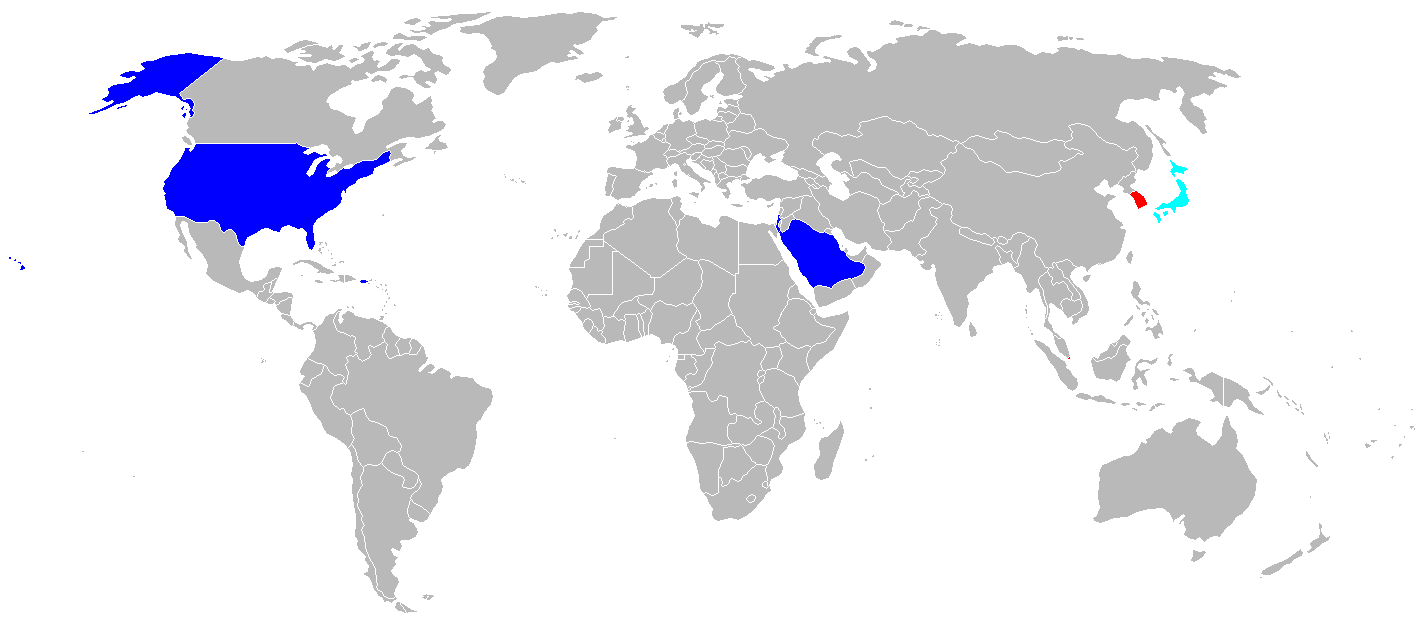
Aktualni użytkownicy
F-15 Eagle
F-15E Strike Eagle
F-15 Eagle i F-15 Strike Eagle

- F-15 Eagle w wersjach F-15A, F-15B, F-15C, F-15D, F-15J, F-15DJ i wariantach pokrewnych,
- F-15E Strike Eagle w wersjach F-15E, F-15I, F-15K, F-15S/SA, F-15SG, F-15QA i wariantach pokrewnych.

### Arabia Saudyjska
Królewskie Saudyjskie Siły Powietrzne – od 1981 wykorzystują 65 F-15C (z 76), 18 F-15D (z 22) oraz 70 F-15E Strike Eagle (z 72) oznaczonych jako F-15S (dostarczone 1995-1999), zamówiono 84 F-15SA. F-15C/D zastąpiły brytyjskie BAC Lightning.

### Izrael
Siły Powietrzne Izraela – pierwszy odbiorca zagraniczny w 1977 roku. Łącznie dostarczono czterdzieści trzy F-15A, osiem F-15B, osiemnaście F-15C i trzynaście F-15D; z tego według szacunków na rok 2013 w służbie liniowej znajdowało się około pięćdziesięciu maszyn w składzie 106. i 133. Eskadry. Do tego dochodzi dwadzieścia pięć zmodyfikowanych F-15E oznaczonych jako F-15I Ra’am, przyjętych do służby 19 stycznia 1998 roku.

### Japonia
Japońskie Powietrzne Siły Samoobrony – od 1981 posiadają 157 F-15J (ze 165) i 45 F-15DJ (z 48), w większości zbudowanych na licencji przez Mitsubishi. Samoloty zastąpiły Mitsubishi F-104J/DJ Starfighter.

### Katar
Katarskie Siły Powietrzne – w czerwcu 2017 Ministerstwo Obrony Kataru poinformowało o zawarciu kontraktu na zakup 36 Boeing F-15QA.

### Korea Południowa

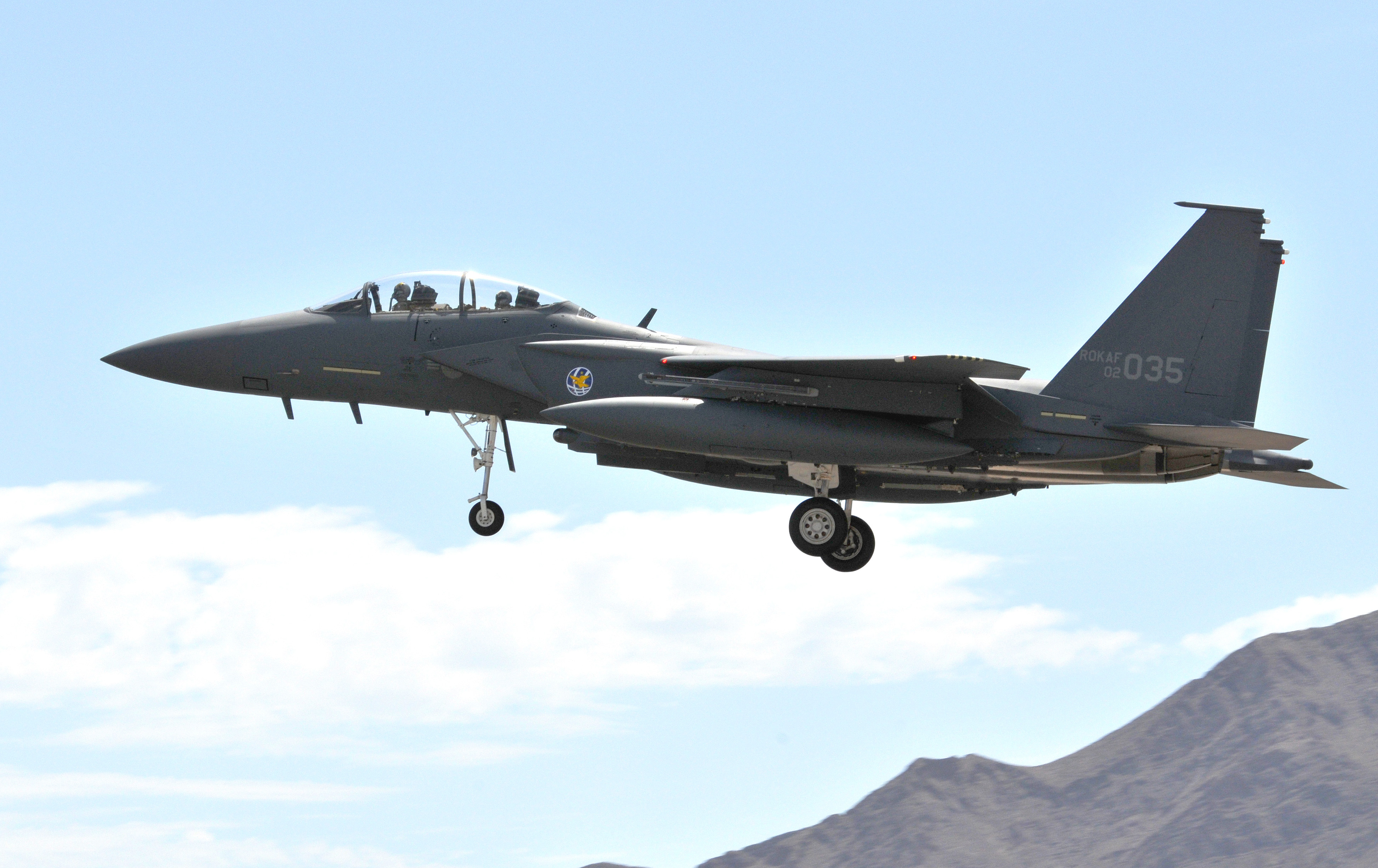
Podchodzący do lądowania w Nellis Air Force Base koreański F-15K

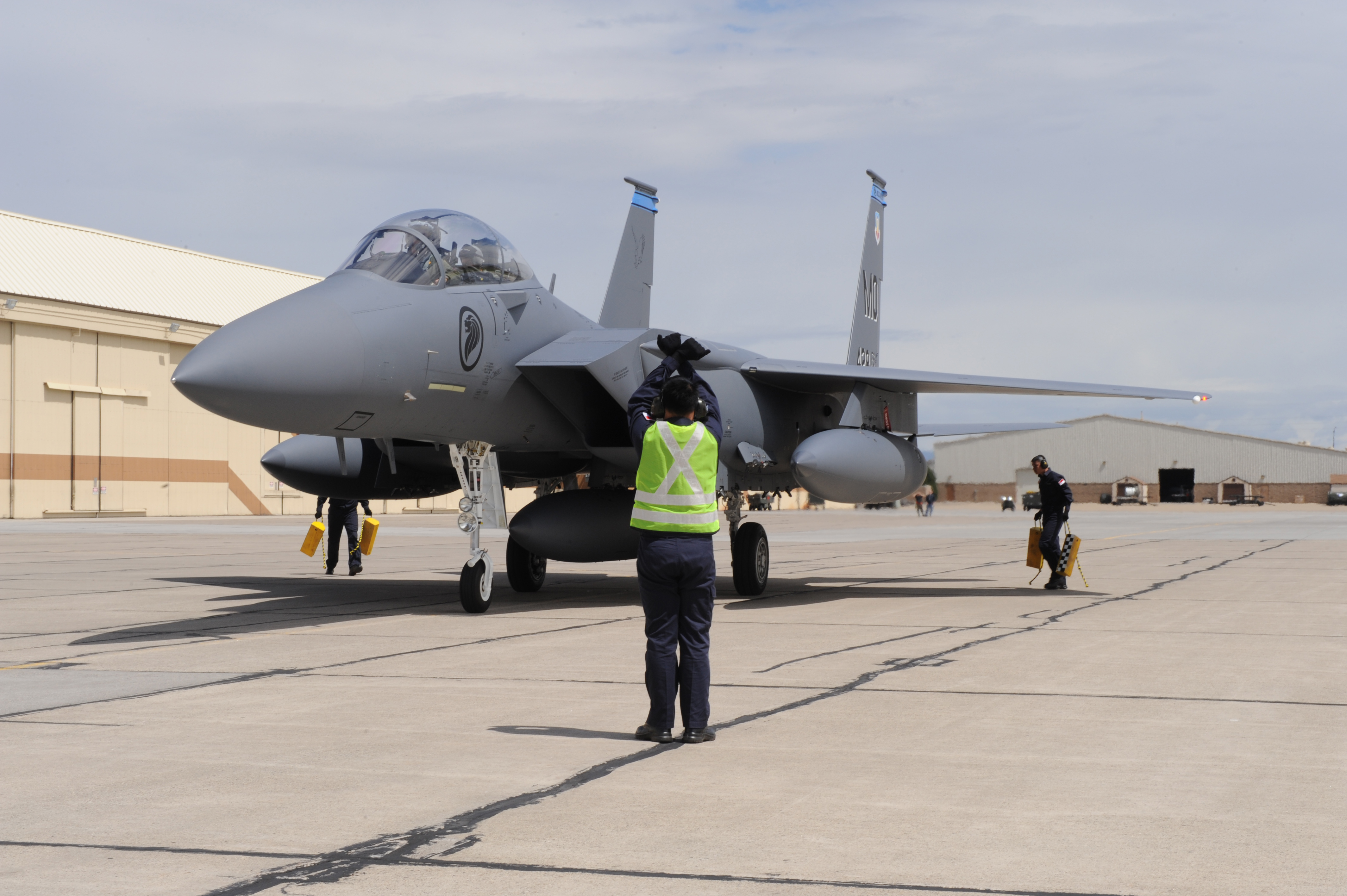
Singapurski F-15SG z 428th Fighter Squadron w Mountain Home Air Force Base

Siły Powietrzne Republiki Korei – w 1997 roku Korea zainicjowała program modernizacji rodzimych sił powietrznych, który miał na celu znalezienie następców maszyn F-5A/B. Do walki o zamówienie w ramach nowego programu, określanego mianem F-X Phase 1, stanęły francuski Dassault Rafale, europejski Eurofighter Typhoon, Boeing z F-15K (tak na potrzeby koreańskiego przetargu oznaczono samoloty F-15E) oraz rosyjski Su-35. 19 kwietnia 2002 roku poinformowano, iż zwycięzcą i dostawcą nowych maszyn został amerykański Boeing i jego F-15K. W czerwcu tego samego roku podpisano umowę, w ramach której Korea zakupiła 40 maszyn oznaczonych jako F-15K Slam Eagle. Częścią umowy zakupu był bogaty program offsetowy przeznaczony dla koreańskiego przemysłu, którego udział w programie budowy maszyn F-15K, wynosił 40%. Korea Aerospace Industries odpowiedzialny był za budowę skrzydeł i przedniej części kadłuba samolotu. Hanwha Corporation produkował instlacje hydrauliczną i siłowniki układu sterowania. Za produkcję okablowania elektrycznego, odpowiedzialna była firma Huneed Technologies. Systemy samoobrony produkował Samsung Thales a system nawigacji bezwładnościowej z układem GPS, firma Doosan DST. LIG Nex1 wytwarzał elementy radaru, radiostację i układ HUD. Samsung Techwin budował licencyjną wersję silników napędzających F-15K. Końcowy montaż samolotu odbywał się w zakładach Boeinga w St. Louis. Z kolei w Korei utworzono centrum serwisowe samolotów. Uroczystość roll out, pierwszej wybudowanej dla koreańskiego użytkownika maszyny odbyła się 16 marca 2005 roku. W październiku 2005 roku, pierwsze dwa F-15K zostały zaprezentowane publicznie w trakcie pokazów jakie odbywały się w stolicy Korei, Seulu. Do października 2008 roku ukończono dostawę pierwszych czterdziestu maszyn. Samoloty weszły na stan dwóch dywizjonów myśliwskich. 7 czerwca 2006 roku utracono w wyniku wypadku pierwszego F-15K, był to samolot o numerze ewidencyjnym 02-005. 25 kwietnia 2008 roku Korea zakupiła kolejne 21 sztuk F-15K. Samoloty zostały pozyskane w ramach programu F-X Phase 2, celem nowego zakupu było przezbrojenie na nowe maszyny trzeciego dywizjonu myśliwskiego (20 sztuk) i uzupełnienie pojedynczej straty z 7 czerwca. 19 kwietnia 2010 roku, w powietrze wzbił się po raz pierwszy egzemplarz z drugiej serii zamówionej przez Koreę a trzy pierwsze samoloty dotarły do kraju we wrześniu tego samego roku. Całość zamówienia, zrealizowano 2 kwietnia 2012 roku, kiedy to w koreańskiej bazie Daegu, wylądowały dwa ostatnie z zamówionych samolotów. F-15K z pierwszej z zamówionych serii, napędzane były silnikami typu F110-GE-129. Koreańskie maszyny były pierwszymi F-15, na których umieszczono jednostki General Electric F110. Druga seria, wyposażona była w jednostki F100-PW-229. Wśród wyposażenia samolotów znalazł się radar AN/APG-63(V)1, który jest zdolny do przeszukiwania i oznaczanie celów w powietrzu, powierzchni ziemi oraz morza. Zasobnik celowniczy AN/AAQ-33. Koreańskie samoloty posiadają rozbudowany system samoobrony Tactical Electronic Warfare System (TEWS). Składa się on z czujnika ostrzegającego załogę o opromieniowaniu samolotu wiązką radarową AN/ALR-56C(V)1, systemu przeciwdziałania/zakłócania elektronicznego AN/ALQ-135M oraz wyrzutni flar i dipoli AN/ALE-47. Podstawą układu komunikacji jest radiostacja AN/ARC-232 z łączem wymiany danych FDL. Wyposażenie załogi obejmuje celowniki nahełmowe Joint Helmet-Mounted Cueing System (JHMCS). F-15K może przenosić szeroki wachlarz uzbrojenia. Do walki z celami powietrznymi przeznaczone są pociski rakietowe AIM-120, AIM-9 oraz starsze AIM-7. Do atakowania celów naziemnych służą pociski manewrujące AGM-84E Standoff Land Attack Missile, AGM-84H/K SLAM-ER. Samolot jest w stanie razić cele morskie przeciwokrętowymi pociskami manewrującymi AGM-84D i AGM-84L. Maszyny mogą przenosić również europejskie pociski manewrujące Taurus KEPD 350. Koreańskie F-15 weszły na uzbrojenie myśliwskich dywizjonów 102nd, 110th i 122nd Fighter Squadron. Wszystkie trzy jednostki wchodzą w skład 11. Skrzydła Myśliwskiego stacjonującego w bazie lotniczej Daegu. 5 kwietnia 2018 roku utracono F-15K o numerach ewidencyjnych 02-036 redukując tym samym liczbę posiadanych maszyn do 59. Samolot wracał z lotu treningowego. W katastrofie zginęli obydwaj znajdujący się na pokładzie piloci.

### Stany Zjednoczone
United States Air Force – wykorzystuje 250 F-15C/D oraz 221 F-15E Strike Eagle. Dostarczono 365 F-15A, 409 F-15C, 59 F-15B, 61 F-15D oraz 236 F-15E. W arsenale USAF F-15 zastąpiły częściowo samoloty F-102A Delta Dagger, F-106A Delta Dart i F-4E Phantom II.

### Singapur
Siły Powietrzne Republiki Singapuru – w 1998 roku siły powietrzne rozpoczęły program Next Fighter Replacement Program, który miał wyłonić następcę użytkowanych w owym czasie myśliwskich maszyn typu F-5S/T (będących zmodernizowanymi samolotami F-5E/F Tiger II) oraz używanych do realizacji zadań szturmowych, maszyn A-4SU Super Skyhawk. Do rywalizacji o zwycięstwo stanął francuski Dassault Aviation z samolotem Dassault Rafale, europejski Eurofighter Typhoon oraz Boeing z maszyna oznaczoną początkowo jako F-15T. Zwycięzcą konkursu okazał się być amerykański producent. Kontrakt na zakup tuzina egzemplarzy F-15SG (tak ostatecznie oznaczono przeznaczone dla Singapuru samoloty) z opcją kupna kolejnych ośmiu, podpisano 12 grudnia 2005 roku, po wcześniejszym uzyskaniu zgody na realizacje kontraktu przez amerykańską administracje rządową. 22 października 2007 roku, wykorzystano opcję oraz dodatkowo zakupiono kolejne cztery maszyny. W sumie zakupiono 24 samoloty. Nie był to jednak koniec transakcji. Około 2010 roku siły powietrzne zakupiły następnych osiem maszyn, a w 2012 lub w 2013 kolejną ósemkę, podwyższając całkowitą liczbę użytkowanych w siłach powietrznych F-15 do 40 egzemplarzy. Szacunkowe daty dokonania zakupu wynikają z faktu, iż singapurskie Ministerstwo Obrony nigdy oficjalnie nie potwierdziło faktu zakupów F-15 po 2007 roku. 19 listopada 2008 roku, w Stanach Zjednoczonych reaktywowano oficjalnie 428th Fighter Squadron w bazie Mountain Home Air Force Base. Dywizjon powstał specjalnie w celu przeszkolenia singapurskiego personelu latającego i naziemnego w obsłudze i eksploatacji samolotów F-15. Pierwsze dwie maszyny, trafiły do dywizjonu w maju 2009 roku, samoloty przekazano za składu 366th Fighter Wing. Program szkolenia otrzymał kryptonim Peace Carvin V. Do Singapuru, pierwsze samoloty dotarły 5 kwietnia 2010 roku gdy na miejsce przyleciało pierwszych pięć samolotów. Pierwszą wyposażoną w nowe myśliwce jednostką został 149 Squadron stacjonujący na co dzień w bazie Paya Lebar. We wrześniu 2013 roku dywizjon osiągnął pełną gotowość bojową. Drugim dywizjonem, do którego trafiły F-15 został 142 Squadron, również z bazy Paya Lebar. Jednostka wcześniej użytkowała A-4SU Super Skyhawk, a po ich wycofaniu, rozwiązana. Po jej reaktywowaniu, specjalnie w celu przyjęcia nowych F-15, pierwsze z nich trafiły na stan reaktywowanego dywizjony na początku 2016 roku. Do września 2016 roku, wszystkie z zamówionych czterdziestu maszyn, trafiły do kraju. Singapurskie F-15SG bazują konstrukcyjnie na uderzeniowych McDonnell Douglas F-15E Strike Eagle. Różnią się jednak od nich zastosowanym napędem, w wersji SG zastosowano dwie jednostki F110-GE-129. W skład wyposażenia wchodzi między innymi radar AN/APG-63(V)3 z anteną z aktywnym skanowaniem elektronicznym (AESA), system celowniczy AN/AAQ-33, system samoobrony EPAWSS (Eagle Passive/Active Warning Survivability System). Piloci mają do dyspozycji celowniki nahełmowe. Podstawowym, podwieszanym uzbrojeniem myśliwskim są pociski rakietowe AIM-120C i AIM-9X. Zadania uderzeniowe można realizować przy użyciu uzbrojenia typu GBU-10, GBU-12, systemów Joint Direct Attack Munition dla bomb GBU-31/38/54 Laser oraz AGM-154 JSOW. Łącze wymiany danych typu Link-16, umożliwia komunikacje i wymianę informacji pomiędzy F-15SG a znajdującymi się na wyposażeniu lokalnych sił powietrznych, samolotami wczesnego ostrzegania i dowodzenia typu Gulfstream G550 CAEW.

## Galeria

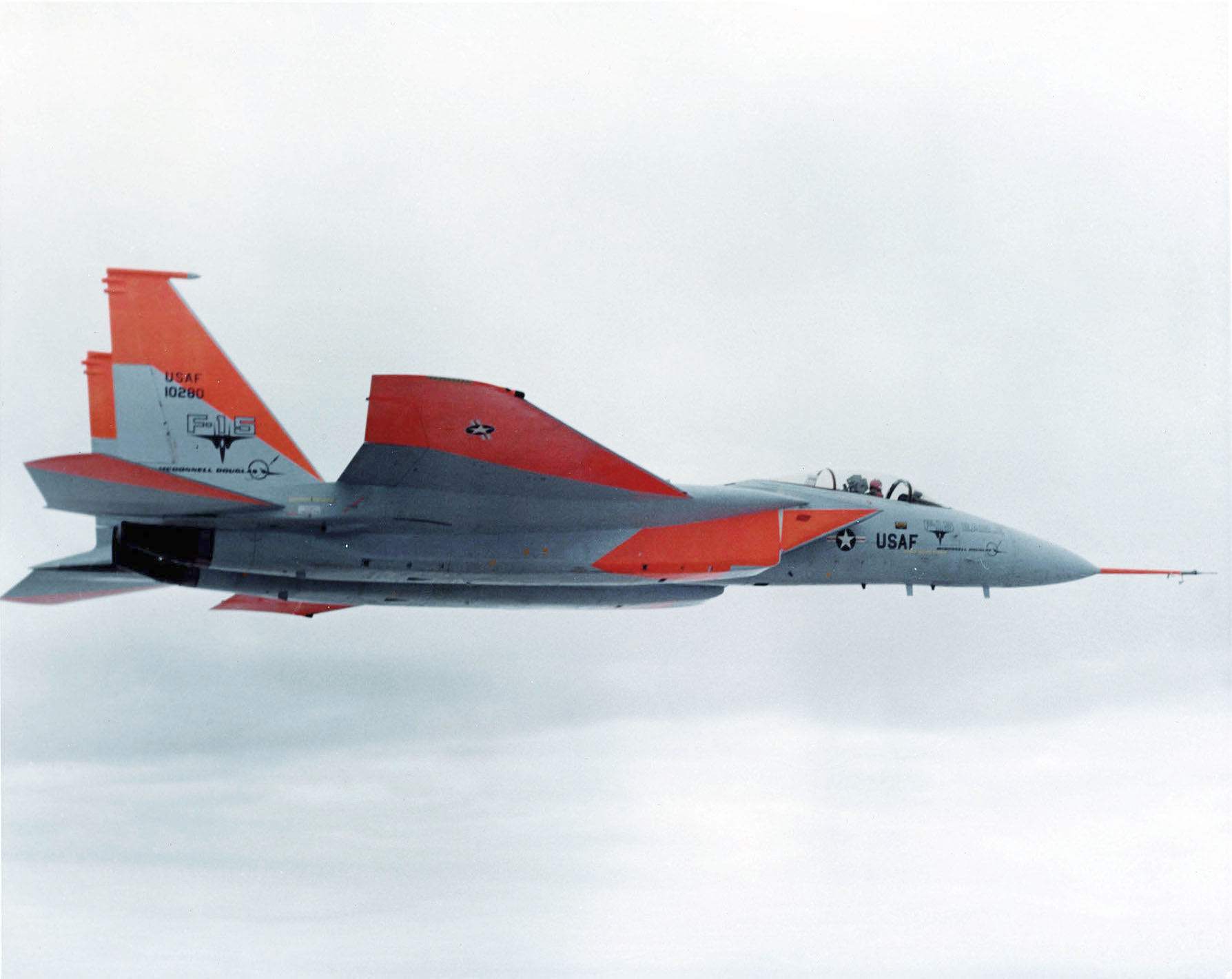
F-15A prototyp
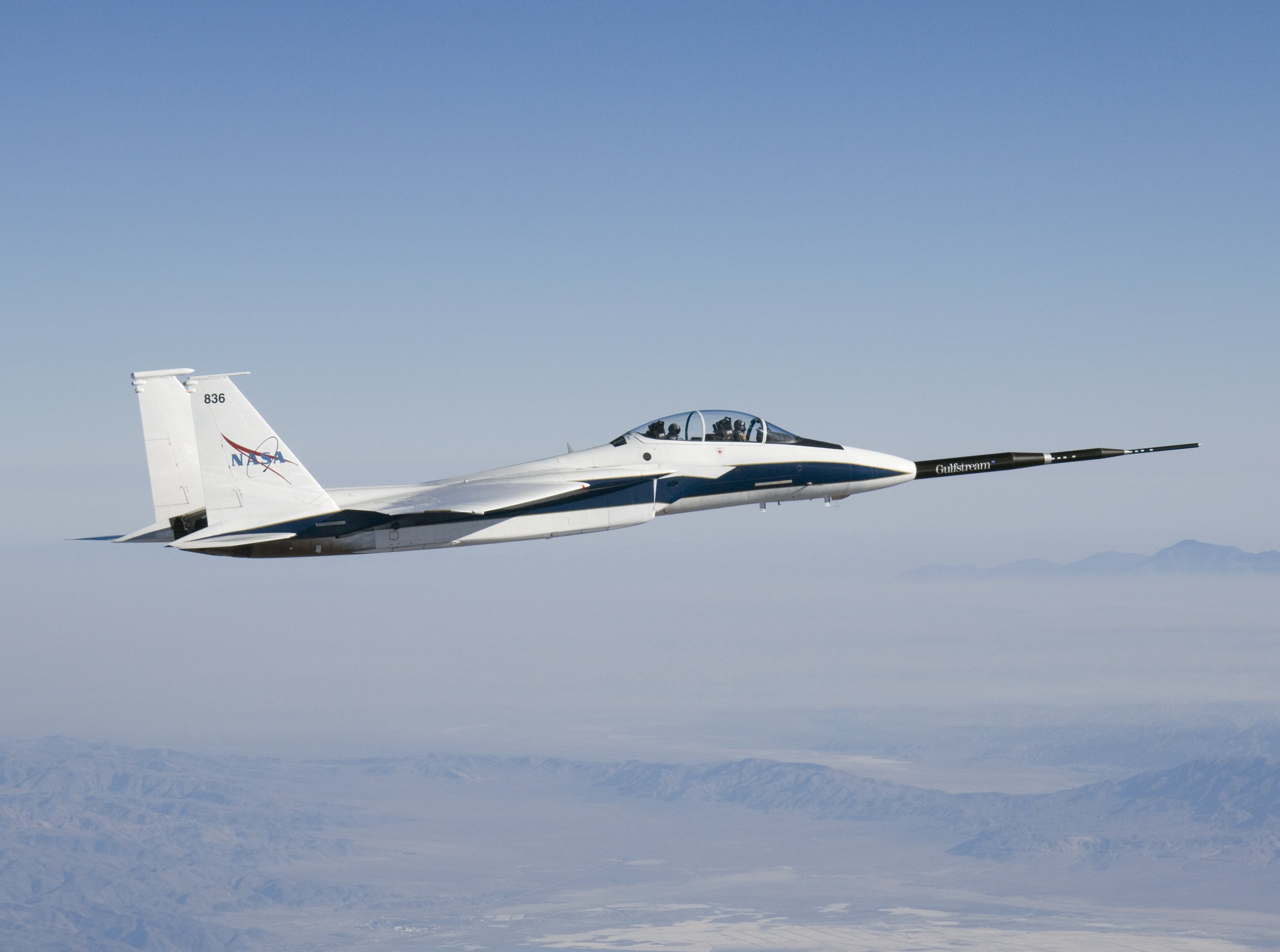
F-15B należący do NASA
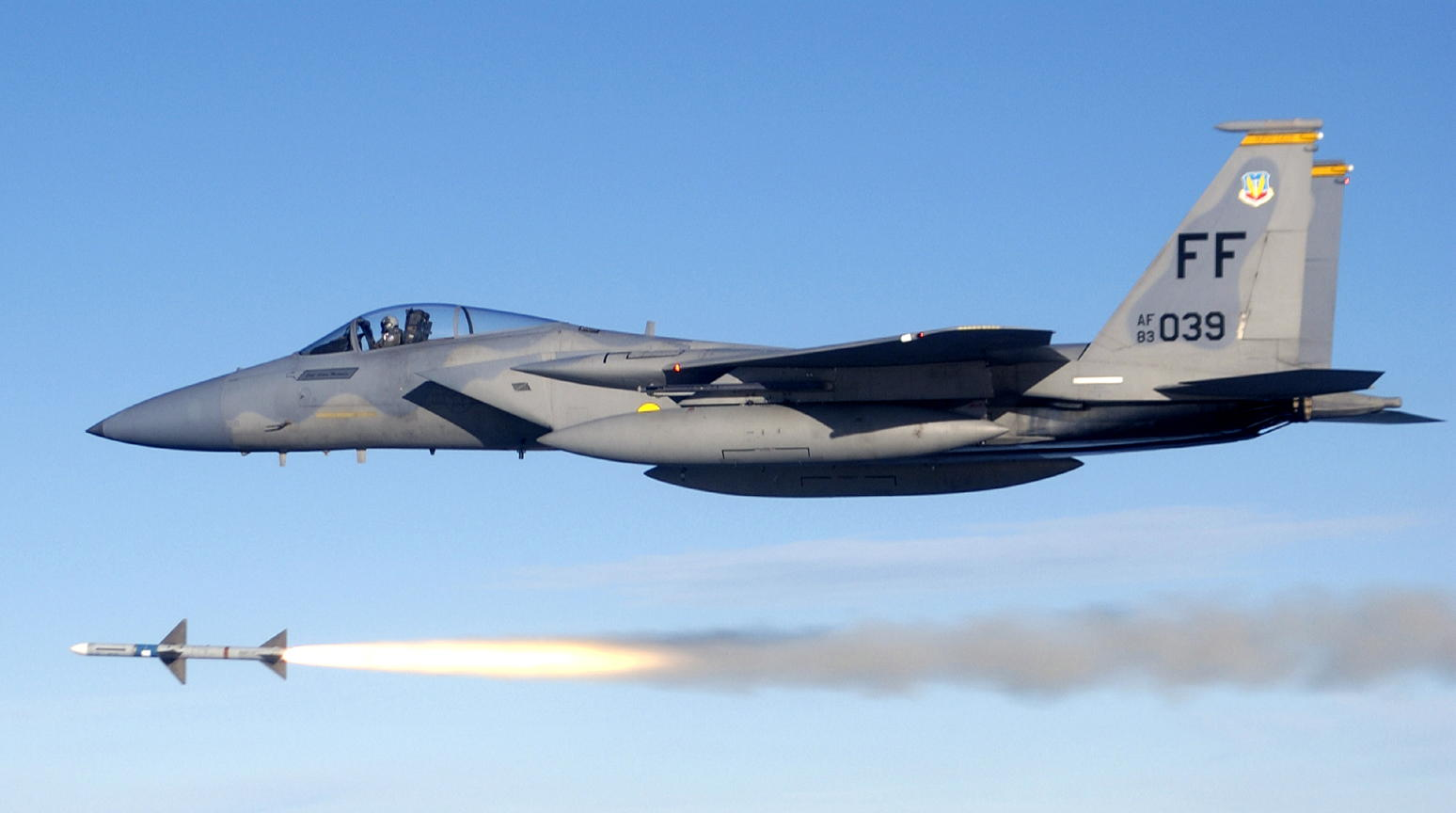
F-15C z 71. Eskadry Myśliwskiej odpala pocisk powietrze-powietrze AIM-7 Sparrow
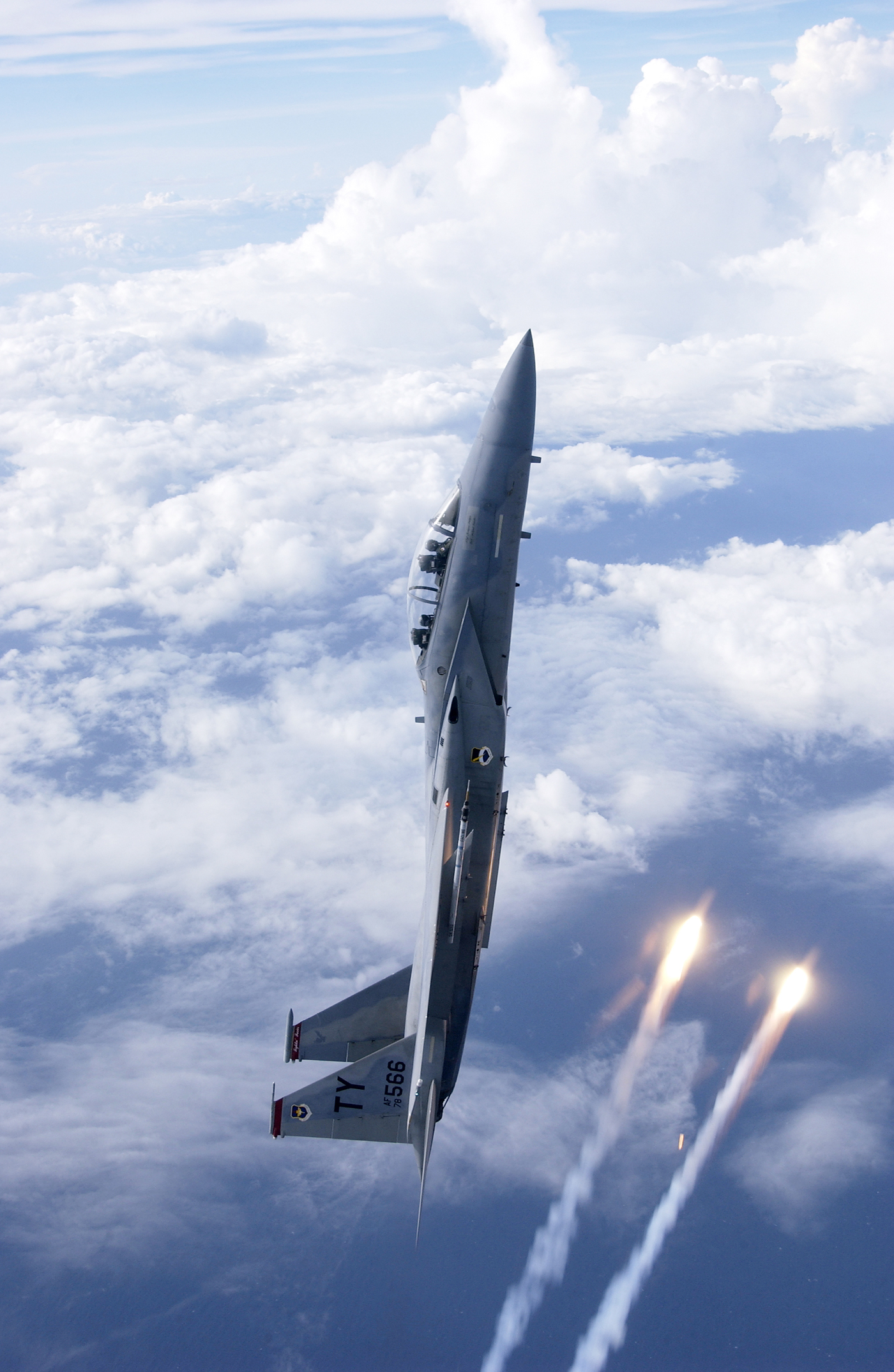
F-15D należący z Tyndall Air Force Base
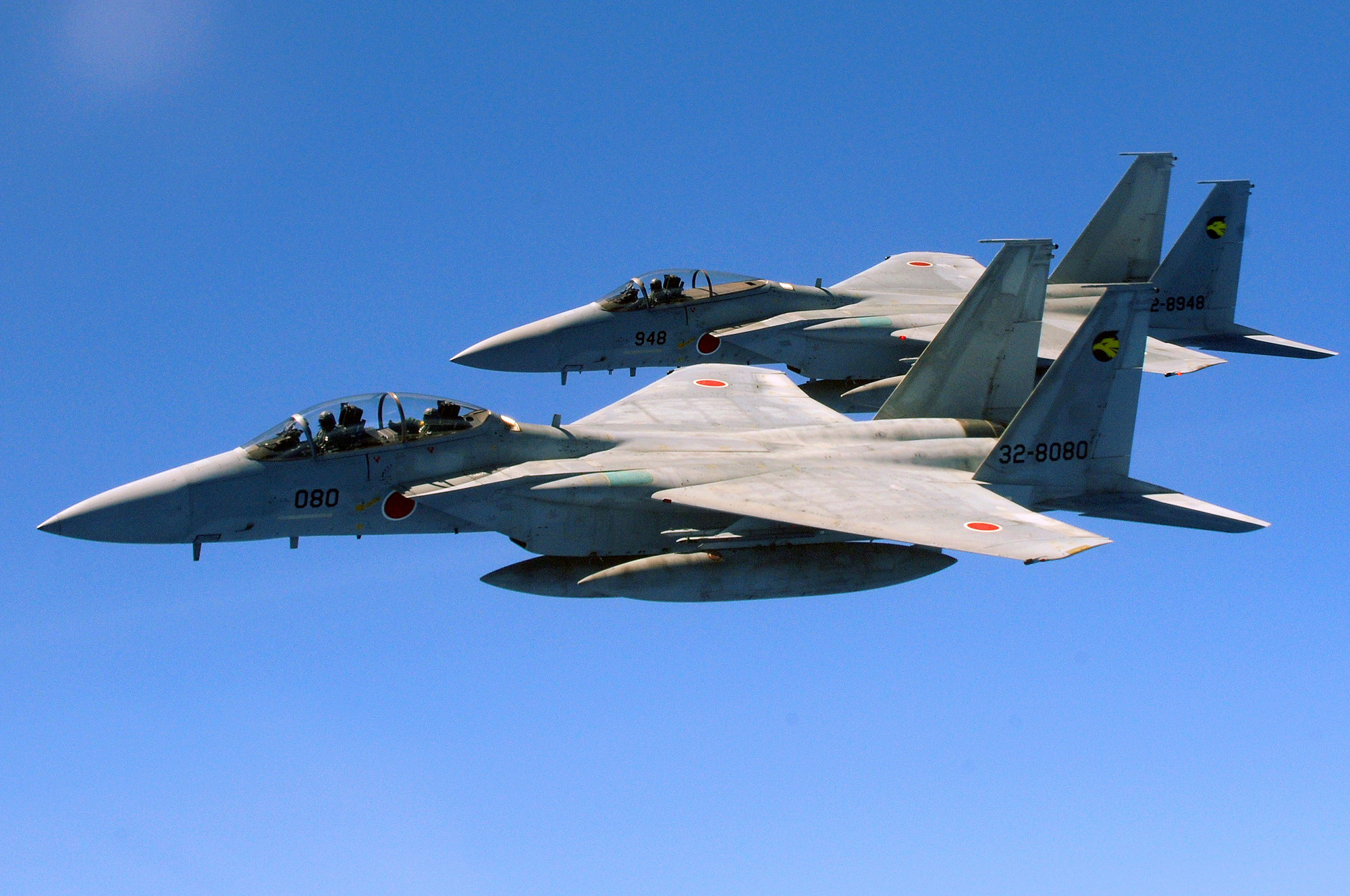
F-15DJ i F-15J należące do Japońskich Powietrznych Sił Samoobrony